# Сенди Шо
Сенди Шо MBE (рођена Сандра Ен Гудрич; 26. фебруар 1947) је енглеска поп певачица у пензији. Једна од најуспешнијих британских певачица 1960-их, имала је три сингла број један у Великој Британији: "(There's) Always Something There to Remind Me" (1964), "Long Live Love" (1965) и "Лутка на концу" (1967). Са овим последњим, она је постала прва Британка која је победила на Песми Евровизије. Вратила се на УК Топ 40, први пут за 15 година, са својом обрадом песме The Smiths'а "Hand in Glove" из 1984. године. Шо се повукла из музичке индустрије 2013.

## Биографија

### Младост и каријера
Сандра Ен Гудрич је рођена и одрасла у Дагенхаму, затим у Есексу у Енглеској. Похађала је техничку школу Роберт Клак, Дагенхам. По завршетку школе, радила је у оближњој фабрици Форд Дагенхам, и хонорарно се бавила манекенством пре него што је заузела друго место на локалном такмичењу талената певача. Као награду, појавила се на добротворном концерту у Лондону, где је њен потенцијал уочио певач Адам Феит. Упознао ју је са својом менаџерком, која јој је 1964. године обезбедила уговор са Pye Records-ом и дала јој уметничко име "Сенди Шо".
Тејлор је повезала Шо са текстописцем Крисом Ендрјузом, који је написао њен први сингл, "As Long as You're Happy Baby", који није успео да доспе на топ листе. Међутим, за њен други сингл Тејлор јој је дала песму Бакарака и Дејвида "(There's) Always Something There to Remind Me", која је била 49. амерички поп хит за певача Луа Џонсона. ‍:85 Сендина верзија је у јесен 1964. године доспела на 1. место на листи синглова у Великој Британији, а такође је доспела на 52. место на листи Билборд Хот 100 у Сједињеним Државама почетком следеће године.
"I'd Be Far Better Off Without You" је објављено као наставак, али су ди-џејеви више волели њену Б страну, "Girl Don't Come", коју је такође написао Ендрјуз. „Girl Don't Come“ је достигла 3. место у Великој Британији и постала њен највећи амерички хит, достигавши 42. место ‍:387 Уследили су даљи хитови у Великој Британији, укључујући "I'll Stop at Nothing", "Long Live Love", њен други број 1 у УК 1965. и "Message Understood".  ‍:92–93 Синглове су продуцирали лично Тејлор, Ендрјуз и Шо, уз помоћ аранжера Pye Records'а Кена Вудмана. Још један потенцијални наставак, "It's Not Unusual" Леса Рида и Гордона Милса, првобитно је написан за Сенди, али никада није снимљен након што је певач, тада непознати Том Џоунс, толико импресионирао Шо са његовом моћном интерпретацијом песме да је она охрабрила Џоунса да сам објави песму; постала је Џоунсов хит.  ‍:85
Шо је била редовна на популарним британским ТВ програмима тог времена као што су Top of the Pops, Ready Steady Go! и Thank Your Lucky Stars. На њу се гледало као на оличење шездесетих, а њен заштитни знак - босоноги наступ - одушевио је ширу јавност. Такође је снимила већину својих хит синглова на италијанском, француском, немачком и шпанском језику, чиме је повећала своју популарност у Европи. Шо је такође објавила неколико оригиналних албума 1960-их: Сенди (1965); Ја (1965); Лутка на концу (1967); Воли ме, молим те, воли ме (1967); Додатак Сенди Шо (1968) и Преглед ситуације (1969). Ови албуми су се углавном састојали од песама које је Ендрјус написао заједно са обрадама песама које су биле популарне од стране других музичара.
До 1967. рекордна продаја Шо је опала и њен менаџер је одлучио да би требало више да се окрене кабареу. Би-Би-Си ју је позвао да представља Велику Британију на Евровизији те године у Бечу. Била је резервисана јер је сматрала да ће то уништити њен кредибилитет, али је извела пет песама на Шоу Ролфа Хариса, уз гласање јавности да би она која би требало да представља државу била композиција Била Мартина/Фила Колтера „Лутка на концу“. Иако јој се песма није допала и мислила је да није репрезентативна за њен материјал, песма је победила на такмичењу са скором рекордном разликом гласова, и учинила Шо првом особом која је победила на такмичењу за УК. То јој је донело трећи сингл број 1 у Великој Британији, рекорд за жену у то време. ‍:85 "Лутка на концу" је такође постала међународни хит (иако не у САД) и најпродаванији сингл године у Немачкој, квалификовала се за златни диск за милион плус продаје у Великој Британији и Европи. Глобално, сингл је остварио продају већу од 4 милиона, што га чини најпродаванијом победничком песмом Евровизије до сада. Неке процене сугеришу да ово чини песму најпродаванијим синглом британске уметнице свих времена. Њен евровизијски успех скоро да се није догодио; Би-Би-Си је желео да је одбаци јер је била „друга жена“ у бракоразводној парници.
Мода је постала још један од Сендиних заштитних знакова, а 1968. је покренула модну марку Сенди Шо, продајући сопствени бренд одеће, обуће и накита. Исте године је водила сопствену ТВ емисију, The Sandie Shaw Supplement, и издала ЛП истог наслова. Шо је требало да дебитује у филму Mrs. Brown, You've Got a Lovely Daughter, али је напустила продукцију пре него што је снимање почело. ‍:63 Њен последњи хит у УК Топ 10 (њен укупно осми) дошао је у облику песме "Monsieur Dupont" из 1969. године, коју је првобитно отпевала немачка уметница Мануела са немачким текстом.

### 1970. до данас
Иако је почела да пише песме, уговор са Pye-ем је истекао 1972. године. Повукла се из живота као поп певачица и почела да ради на другим подухватима, укључујући писање рок мјузикла, писање песама, глуму у сценским представама (глумила је Офелију у Хамлету и Јованку Орлеанку у Светој Јованки) и писање књига за децу. Године 1972. додатно је демонстрирала своју свестраност као уметница наступајући у дуготрајном програму ББЦ телевизије, The Good Old Days. Године 1973. Шо је била један од осам уметника који су добили свој ТВ специјал у BBC1 серији Music My Way. По сопственом избору, Шо је напустила музички посао и запослила се у ресторану у центру Лондона као конобарица, али је 1977. издала два сингла за издавачку кућу Columbia Records, а следеће године је започела доживотну посвећеност Soka Gakkai будизму.
Њен други муж, Ник Пауел, упознао ју је са БЕФ-ом. Снимила је верзију песме "Anyone Who Had a Heart" за њихов албум,:387 : 387 што ју је поново вратило у очи јавности. 
У априлу 1984. објављена је њена верзија песме „Hand in Glove“ (први сингл Смитсових ) и достигла врхунац у УК Топ 30.
Сенди Шо се појавила на музичком фестивалу у Санрему 1990. године, певајући "Deep Joy", енглеску верзију Милвине песме "Sono Felice". Током 1990-их објављено је много компилацијских албума са Шоиним материјалом за различите мање издавачке куће, као и реиздања неких њених оригиналних албума. Њена аутобиографија објављена је 1991. године, а следеће године је почела да студира на Оксфорду и Универзитету у Лондону и квалификовала се за психотерапеута 1994. године. За то време снимила је нове верзије неких од својих песама из 1960-их за албум објављен 1994. Такође, отприлике у то време, Шо се развела од Пауела и упознала свог трећег мужа, Тонија Бедфорда. Концентришући се на нову каријеру психотерапеута, Шо је отворила Клинику за уметност 1997. године са својим супругом, како би пружила психолошку здравствену негу и креативни развој онима у креативним индустријама. : 387 Клиника је сада под називом Barefoot Therapy: The Arts Clinic и наставља да пружа психолошку подршку онима у областима забаве, медија и спорта. Године 1998. позвана је да се придружи Краљевском друштву музичара као почасни професор музике.
Шо је такође кренула у успешну правну битку да успостави власништво над целим својим каталогом снимака, и почела је да ради са савременим глумцима и продуцентима, прерађујући већи део свог материјала из 1960-их и 1980-их. 2003. године, Шо је лиценцирала свој каталог снимања широм света ЕМИ-ју, наставила да развија своју уметничку клинику и почела да тренира и менторише. У међувремену, ЕМИ је објавила компилације њених француских и италијанских снимака, а следеће године објавила је сличне компилације на шпанском и немачком. 
Током ове деценије, она је одбацила претходне изјаве о мржњи према Песми Евровизије и објавила да је поносна на своју евровизијску прошлост. Дана 26. фебруара 2007, у част свог 60. рођендана, Шо је објавила нову верзију "Лутке на концу" на својој веб страници. 
У априлу 2010, Шо се појавила на британском ИТВ телевизијском програму Loose Women и открила да се враћа снимању. Такође је искористила прилику да критикује Песму Евровизије, рекавши да је било лоше када је то урадила, али да је сада постало још горе.
У августу 2010. појавила се на Vintage-у, престижном фестивалу на имању Гудвуд у Западном Сасексу, као специјални гост Вејна Хемингвеја који је организовао догађај.
У августу 2012. гостовала је, поред певачица Петјуле Кларк, Хелен Шапиро и Џеки Трент, и продуценткиње и менаџерке Вики Викам, у програму Би-Би-Си Радија 4 Реунион.
Шо је именована за члана Ордена Британске империје (МБЕ) на Рођенданским почастима 2017. за заслуге у музици.

## Лични живот
Дана 6. марта 1968, Шо се удала за модног дизајнера Џефа Бенкса у матичној канцеларији Гринича у Лондону. ‍:182 Њихова ћерка Грејси је рођена у фебруару 1971. : 223  Брак са Бенксом прекинут је 1978. Године 1982. удала се за Ника Пауела, суоснивача Virgin Group и председника Европске филмске академије. Имали су двоје деце заједно пре развода 1995. године. Затим се удала за свог трећег мужа, психолога Тонија Бедфорда.

### Политички ставови
У априлу 2012, Шо се придружила кампањи Amnesty International-а за окончање кршења људских права у Азербејџану, земљи домаћину Песме Евровизије 2012, након што је новинарка Хадиџа Исмаилова уцењена и снимљена при полном односу.
У августу 2014. године, уочи референдума о независности Шкотске који је требало да се одржи у септембру те године, Шо је био једна од 200 јавних личности које су потписале писмо Гардијану у којем су изразили наду да ће Шкотска гласати да остане део Уједињеног Краљевства.
У априлу 2016. године се противила кампањи за излазак Британије из Европске уније, назвавши је „ретрогресивном“ и упозорила на ризик од поделе Европе.

## Дискографија
- Sandie (1965)
- Me (1965)
- Love Me, Please Love Me (1967)
- The Sandie Shaw Supplement (1968)
- Reviewing the Situation (1969)
- Choose Life (1983)
- Hello Angel (1988)